# Viên Hạo Tuấn
Viên Hạo Tuấn (tiếng Trung: 袁皓俊; sinh ngày 19 tháng 7 năm 1995 ở Hồng Kông) là một cầu thủ bóng đá Hồng Kông thi đấu ở vị trí Thủ môn cho câu lạc bộ tại Giải bóng đá ngoại hạng Hồng Kông Hong Kong Pegasus.

## Sự nghiệp câu lạc bộ
Năm 2010, Viên gia nhập câu lạc bộ tại Giải bóng đá hạng nhất quốc gia Hồng Kông Sun Pegasus.
Năm 2014, Viên được cho mượn đến Wofoo Tai Po.
Năm 2015, Viên trở lại câu lạc bộ tại Giải bóng đá ngoại hạng Hồng Kông Hong Kong Pegasus.